# Benefice (album)
Benefice (2006) je album zachycující na 2 CD kompletní záznam ze stejnojmenné divadelní hry Jiřího Suchého s písničkami Jiřího Šlitra. Záznam pochází ze soukromého archivu Bohumila Palečka, remasteroval jej Norbi Kovács. Editorem je Lukáš Berný, stejně jako tří dalších alb vydaných ve stejné době: Recital 64, Jonáš a dr. Matrace a Dr. Johann Faust, Praha II., Karlovo nám. 40.
Hra je zaznamenána v alternaci Jiří Suchý, Magda Křížková, Zuzana Burianová, Miloslav Šimek a Jiří Grossmann. Album kromě kompletního záznamu představení obsahuje ještě třítrackový bonus z jiného záznamu téže hry.

## Seznam stop

### CD 1
1. Představení muzikantů
2. Toulaví zpěváci
3. O toulavých zpěvácích
4. Máme rádi zvířata
5. Čím budu, tím budu rád
6. O kabaretu
7. V opeře
8. Tulák
9. Kdo ví
10. O lebce a Hamletovi
11. Na rezavým dvojplošníku
12. Úvod k Hamletovi – Dialog s duchem
13. Vražda krále
14. Píseň Hamleta o hvězdách
15. Být či nebýt
16. Dialog hrobníků
17. Tragedie kralevice Hamleta
18. O dalších rolích toulavých zpěváků
19. Sádlo na chleba

### CD 2
1. Sádlo na chleba
2. O výzdobě kabaretu a benefici
3. Cop
4. Nedělejte ze mě chudinku
5. Úvod Fausta
6. Jen mi Fauste čistý víno nalej
7. Výstup o strachu
8. Neotálej
9. Souboj o Markétku
10. O uvěznění Markétky
11. Ve vězení
12. Jsem za mřížemi
13. Osvobození Markétky
14. Kamarádi
15. Závěr
16. Toulaví zpěváci
17. přídavek – Tulák
18. Úvod představení – bonus
19. Sedmdesát hrobaříků – bonus
20. Dialog hrobníků – bonus